# Keri Hilson
Keri Lynn Hilson (Decatur, Georgia, 1982. december 5. –) amerikai énekesnő, színésznő és dalszövegíró.
Zenei pályafutását dalszövegíróként kezdte, a „the Clutch” írócsapat tagjaként. A csapat napjainkig olyan híres előadóknak írt már számokat, mint Britney Spears, Jennifer Lopez vagy Justin Bieber.
2006-ban Timbaland lemezcégével, a Mosley Recordsszal kötött szerződést. Ezt követően 2007-ben Timbaland Shock Value című stúdióalbumán a rádiós sláger, The Way I Are mellett további három felvételen működött közre, ezek közül a szintén kislemezként megjelent Scream nevű maxi ismertebb.
2009-ben kiadta első önálló albumát, amelynek az In a Perfect World... címet adta. A lemez az amerikai Billboard 200 listáján negyedik helyen nyitott. Összesen nyolc kislemez kísérte az album kiadását, ezek közül három a Knock You Down, a Turnin Me On és az I Like felvételek érdemelnek említést. Az I Like című utolsó maxi, az album második bővített kiadásával került a boltokba, és Németországban valamint Európa más területein is Top 10-be került, illetve Németországban és Svájcban platina minősítést szerzett. Az album végül Amerikában aranylemez lett.
2010-ben kiadta második nagylemezét, No Boys Allowed címmel. Ennek leghíresebb száma, a Pretty Girl Rock csak az Egyesült Államokban kapott különösebb figyelmet.
Magyarországon eddigi legsikeresebb kislemeze a Timbalanddal együtt kiadott, The Way I Are című dal, amely a 2008-as MAHASZ éves összesített listán 4. helyezést ért el.
Zenei munkássága mellett filmes karrierbe is kezdett. A 2012-ben megjelent Think Like a Man című romantikus vígjátékban kapott szerepet.

## Karrier kezdete
Keri Hilson Georgia állam Decatur városában született. Fiatalkorában rajongott a zenés tehetségkutató versenyekért, mint az Amerikában híres Star Search, vagy a Showtime at the Appollo vetélkedőkért. Lánya érdeklődésére felfigyelve Hilson édesanyja zongoratanárt szerződtetett, de Hilson inkább énekelni akart, így a zongoraleckéket hamar énekpróbákká szervezte át.
Késő tinikorszakában ismerkedett meg Anthony Dent producerrel, akinek az irányítása alatt kezdett el dalszövegeket írni, illetve háttérénekesként híresebb előadók mellett fellépni. Így került kapcsolatba többek között, Usherrel, Kelly Rowlanddel, Ciarával, Ludacrissel, és az ismert producer Polow da Donnal. Denttel együtt többször próbálkoztak különböző lánybandák beindításával, de sikertelenül.
A középiskola befejezése után Hilson Atlantában, az Emory Egyetemen tanult tovább. Ebben az időszakban kezdett el inkább Polow da Donnal együtt dolgozni. Tanulmányai mellett, a "Clutch" ötfős írócsapat tagjaként tevékenykedett. A csapattal együtt Hilson több sikerszám megírásában működött közre. A "Clutch" nevéhez fűződik például, Mary J. Blige Take Me as I Am című dala, vagy Britney Spears Gimme More nevű maxija.
2006-ban Polow da Don bemutatta Timbalandnak, aki végül saját lemezcégénél a Mosley Recordsnál szerződést ajánlott neki.
2007-ben Timbaland Shock Value című albumán több szám megírásában működött közre. A Way I Are című felvétel, melyen Hilson énekhangja is hallható a Billboard Hot 100 listáján egészen a harmadik helyig jutott. Magyarországon a Way I Are kislemez a 2008-as év egyik legtöbbet játszott felvétele lett. A szám több mint egy évet, összesen 66 hetet töltött a magyar Rádiós Top 40-ben, és végül a Mahasz éves listáján 4. helyen végzett.

## 2008-2010:In a Perfect World...

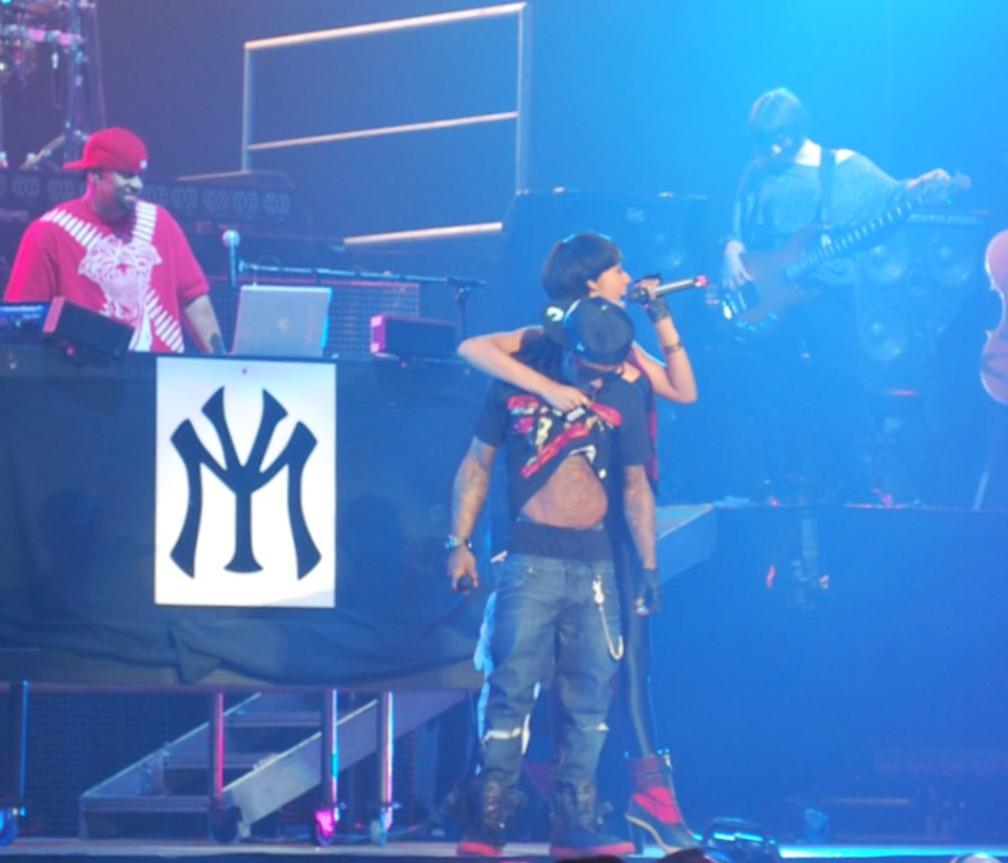
Hilson és Lil Wayne, Vancouverben, 2009. január

Többszöri halasztást követően az In a Perfect World... végül 2009. március 24-én került a boltokba. Az Egyesült Államokban az album negyedik helyen nyitott a Billboard 200 listáján, 94.000 eladott példánnyal. Napjainkig a felvételből több mint 500.000 darab kelt csak az USA-ban, így ennek köszönhetően arany minősítést szerzett.
Az első maxi az Energy a lemez kiadását megelőzve még 2008-ban jelent meg, kevés sikerrel.
Ezt követően Hilson kiadta a Return the Favor című felvételt, melyen Timbaland is szerepelt közreműködőként. A szám Amerikán kívül jól teljesített a slágerlistákon, így például az Egyesült Királyságban, és Írországban is Top 20-ban végzett. Ezzel nagyjából egyidőben az USA-ban egy másik szám, a Turnin Me On című felvétel került piacra, melyen Lil Wayne reppelt. A szám egészen a 15. helyig jutott a Billboard Hot 100 listáján, és RIAA platinalemez lett.
A negyedik maxi, a Knock You Down, melyen szerepel Kanye West, és Ne-Yo is, 3. helyen szerepelt a Billboard Hot 100 listáján, ezzel napjainkig a dal Hilson szólókarrierjének legsikeresebb felvétele. A szám az Egyesült Államokban kétszeres platinalemez lett, illetve Európa-szerte olyan országokban is chartolt ahol korábbi próbálkozások sikertelennek bizonyultak.
2010-ben az 52. Grammy-díjátadón köszönhetően a Knock You Down felvételnek, Hilson két jelölést kapott, Best New Artist, és Best Rap/Sung Collaboration kategóriákban.
Az albumról megjelent utolsó kislemez az I Like a német Zweiohrküken mozifilm betétdala lett, így Németország valamint Európa más területein is Top 10-be került, illetve Németországban és Svájcban platina minősítést szerzett.

## 2010-napjainkig:No Boys Allowed

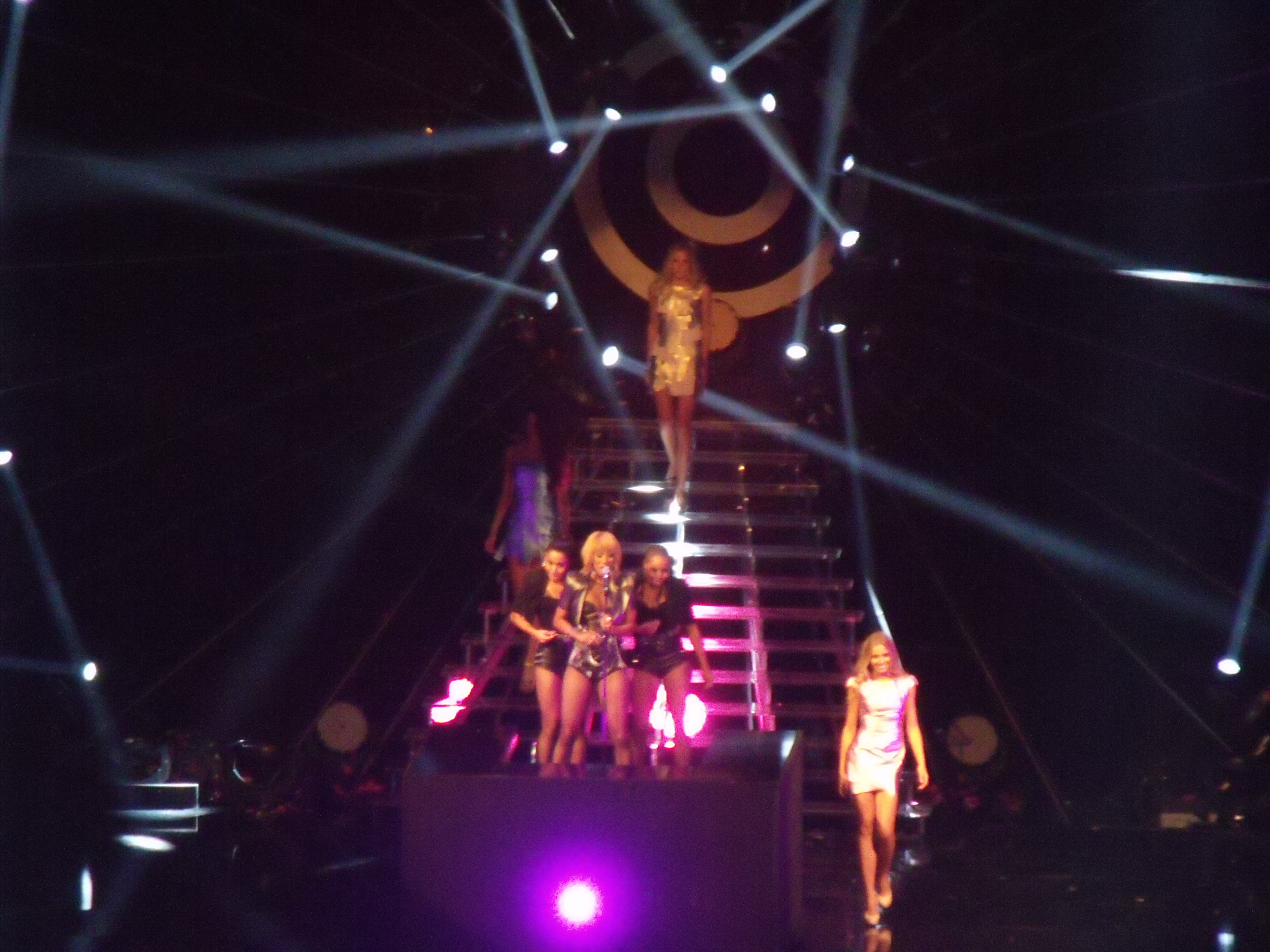
Hilson előadja a "Pretty Girl Rock" című számot. Németország, 2010.

Keri Hilson második stúdióalbuma 2010. december 21-én jelent meg. Nyitóhetében a Billboard 200-as listáján a 11. helyen kezdett 102.000 eladott példánnyal.
Az album első kislemeze Breaking Point címmel, viszont alul teljesített a listákon.
A lemezről megjelent második maxi a Pretty Girl Rock egészen a 24. helyig jutott a Billboard Hot 100 listáján, és RIAA platina minősítést szerzett. A számhoz készült videó, amelyben Hilson az amerikai zene- és filmipar híres hölgyeinek (Josephine Baker, Dorothy Dandridge, The Andrews Sisters, Diana Ross, Donna Summer, Janet Jackson, TLC) bőrébe bújik, így tisztelegve előttük, kritikusok között széles körben elismerést váltott ki.
A lemezről még két kevésbe sikeres felvétel jelent meg. Elsőként ezek közül a One Night Stand című dal, melyen Chris Brown működött közre, csak az amerikai R&B listán jelent meg. A másik az inkább a nemzetközi piacra tervezett Lose Control/Let Me Down kislemez, Nelly és Hilson közös felvétele, szintén rosszul szerepelt a listákon.

## Zenei stílus
Hilson eddigi karrierje során főleg pop, valamint R&B stílusban alkotott, illetve helyenként némi elektronikus hatás is felfedezhető zenéjében. Első albuma az In a Perfect World..., szerelemről, kapcsolatokról és ezek fizikai aspektusáról szól. Hilson egy interjúban kifejtette: "Szövegében és zenéjében ez egy rendkívül érzékeny album".
Második nagylemeze a No Boys Allowed az első albumról már megszokott poppos R&B mellett, hiphop, akusztikus, elektronikus, és reggae stílusokat ötvöz. Hilson szerint újabb lemeze sokkal inkább magabiztos, és agresszív mint elődje.
Sophie Bruce a BBC Music riporte első albuma kiadását követően kifejtette, hogy "Hilsonnak tagadhatatlanul fantasztikus hangja van, de valahogy hiányzik belőle a bátor él, ami Nicole Scherzinger, Mary J. Blige vagy Beyoncé Knowles sajátja. Mark Nero az About.com újságírója megjegyezte: "Bár Keri hangja erős, nem kifejezetten különleges, vagy emlékezetes".
Hilson korábbi interjúiban Michael Jackson és Lauryn Hill zenéjét nevezte meg mint fő inspirációt.

## Díjak és jelölések
Grammy Díjak
| Év   | Jelölt felvétel  | Díj                                          | Eredmény |
| ---- | ---------------- | -------------------------------------------- | -------- |
| 2010 | "Knock You Down" | Grammy Award for Best Rap/Sung Collaboration | Jelölve  |
| 2010 | "Knock You Down" | Grammy Award for Best New Artist             | Jelölve  |

MTV Video Music Award
| Év   | Jelölt felvétel | Díj                        | Eredmény |
| ---- | --------------- | -------------------------- | -------- |
| 2007 | "The Way I Are" | Monster Single of the Year | Jelölve  |

## Diszkográfia

### Studióalbumok
- 2009: In a Perfect World...
- 2010: No Boys Allowed

## Filmográfia
- 2012: Think Like a Man[5]
- 2013: Riddick című mozifilm következő epizódja

## További információ
- Hivatalos oldal
- Keri Hilson a Facebookon
- Keri Hilson az Internetes Szinkronadatbázisban (magyarul)
- Keri Hilson az Internet Movie Database-ben (angolul)
- Keri Hilson a Rotten Tomatoeson (angolul)